# 엄병열
엄병열(嚴병열, 1976년 1월 12일 ~ )은 前 KBO 리그의 투수이다.

## 출신학교
- 1991년 ~ 1994년 : 신일고등학교
- 1994년 ~ 1998년 : 중앙대학교 (1994학번)